# Lenterode

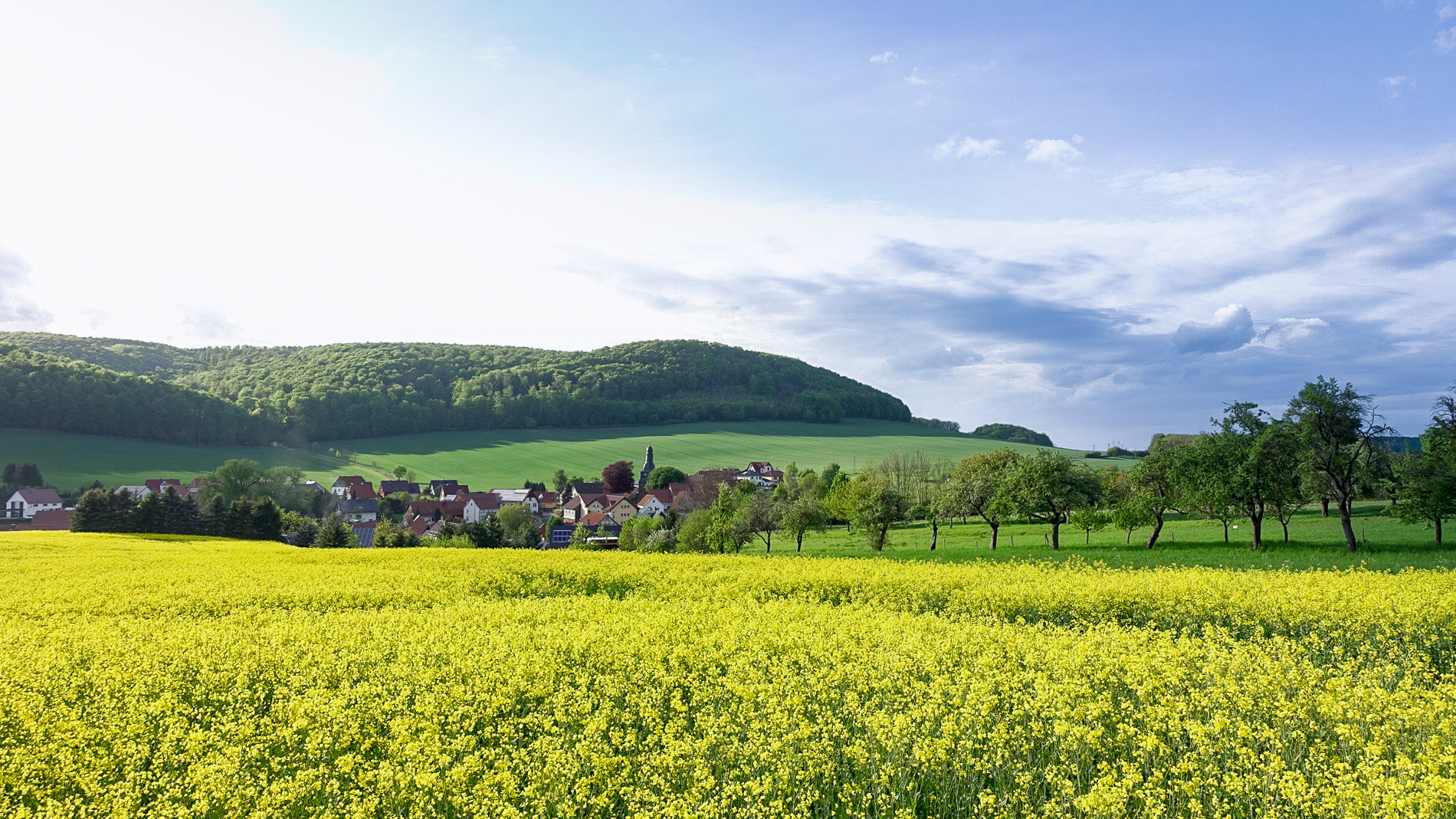
Blick aus südöstlicher Richtung über Lenterode

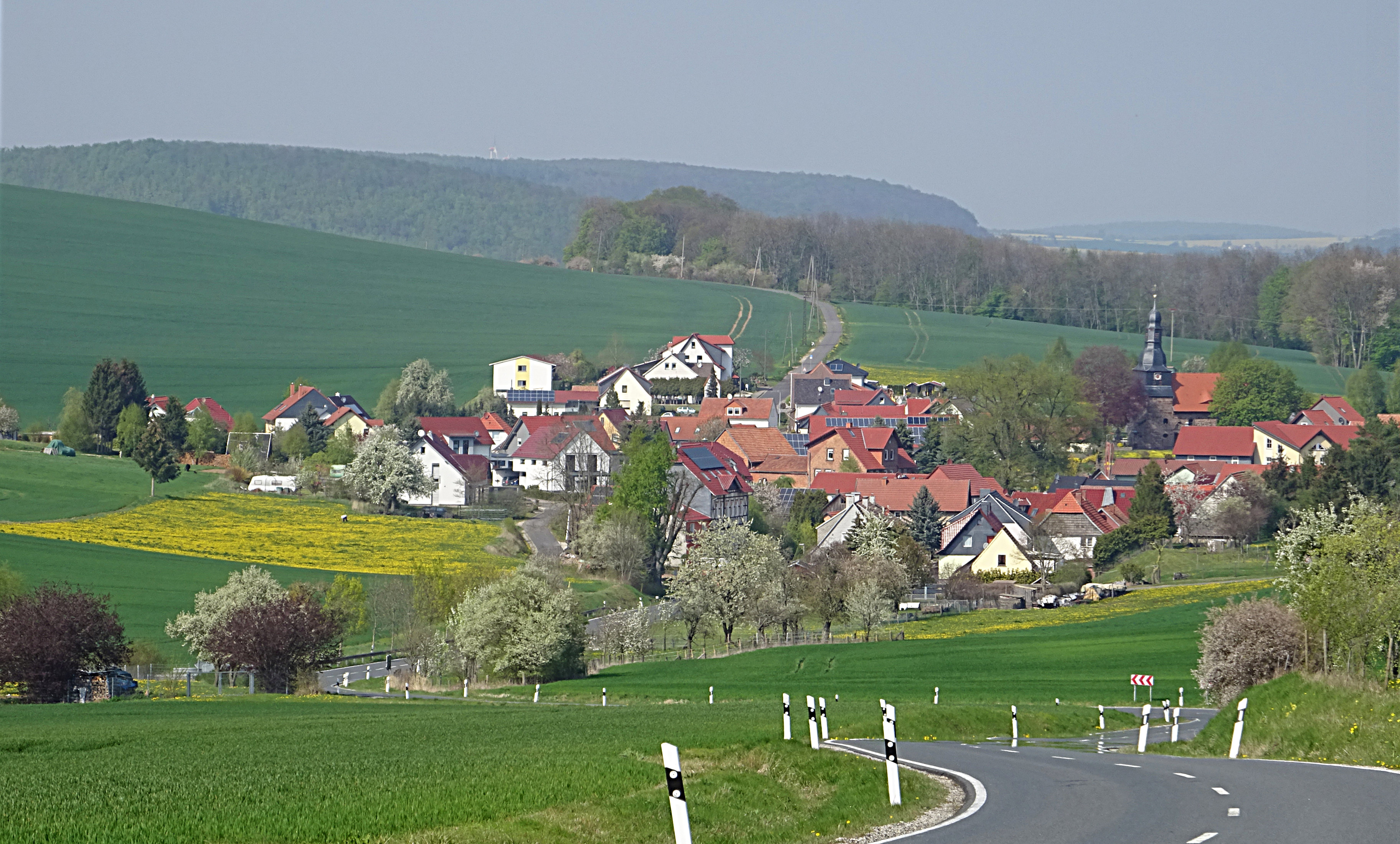
Die Landesstraße 1074 von Wüstheuterode kommend kurz vor Lenterode

Lenterode ist ein Ortsteil der Landgemeinde Uder im thüringischen Landkreis Eichsfeld.

## Geographie

### Lage
Lenterode liegt im Tal des Asbaches, eines linken Zuflusses der Leine. Im Höhberg entspringt der Schierbach und mündet im Ort in den Asbach. Nachbarorte sind Uder im Norden, Wüstheuterode im Süden und Röhrig im Südwesten.

### Wälder und Berge
Lenterode ist umgeben von drei bewaldeten Bergen. Der im Nord-West gelegene Röhringsberg (487 m) mit dem Höhberg verfügt über eine Quelle, die den Ort mit Wasser versorgt. Im Osten liegt der Knappberg (445,7 m) und der Lengenberg (mit dem Großen Lichtenbühl (460,8 m) und dem Kleinen Lichtenbühl (375,6 m)), hier entspringt der Griesbach. Das bergige Umland von Lenterode eignet sich zum Wandern.

### Geologische Entwicklung
Lenterode ist vom Mittlere Buntsandstein umgeben. Unter Lenterode gibt es eine kleine Unterbrechung dieses Gesteins. Zu den bergigen Anhöhen schließt sich der Obere Buntsandstein an, die bewaldeten Bergkuppen bestehen aus Unterem Muschelkalk.

## Geschichte
Die erste urkundliche Erwähnung Lenterodes fällt in das Jahr 1260, der Name bezeichnet die Rodung einer Lenthilde. In einer Urkunde um das Jahr 1260 werden ein Dechant Gernoth, Scholaster Geverhardus und Kantor Ernst vom St. Martinstift in Heiligenstadt erwähnt, als sie den Streit zwischen dem Ritter Amelung von Lencheroth und dem Kloster Walkenried beigelegt haben. Unter den Zeugen befindet sich noch ein Konrad von Lenterode.
Der Ort gehörte bis zur Säkularisation zu Kurmainz, von 1815 bis 1945 war er Teil der preußischen Provinz Sachsen. 1945 kam der Ort zur sowjetischen Besatzungszone und war ab 1949 Teil der DDR. Von 1961 bis zur Wende und Wiedervereinigung 1989/1990 wurde Lenterode von der Sperrung der nahen innerdeutschen Grenze beeinträchtigt. Von 1974 bis 1990 war Röhrig ein Ortsteil der einstigen Gemeinde Lenterode. Seit 1990 gehört der Ort zu Thüringen.
Seit dem 1. Februar 1992 gehörte die Gemeinde Lenterode der Verwaltungsgemeinschaft Uder an. Mit Auflösung dieser am 1. Januar 2024 wurde Lenterode ein Ortsteil der neugebildeten Landgemeinde Uder.

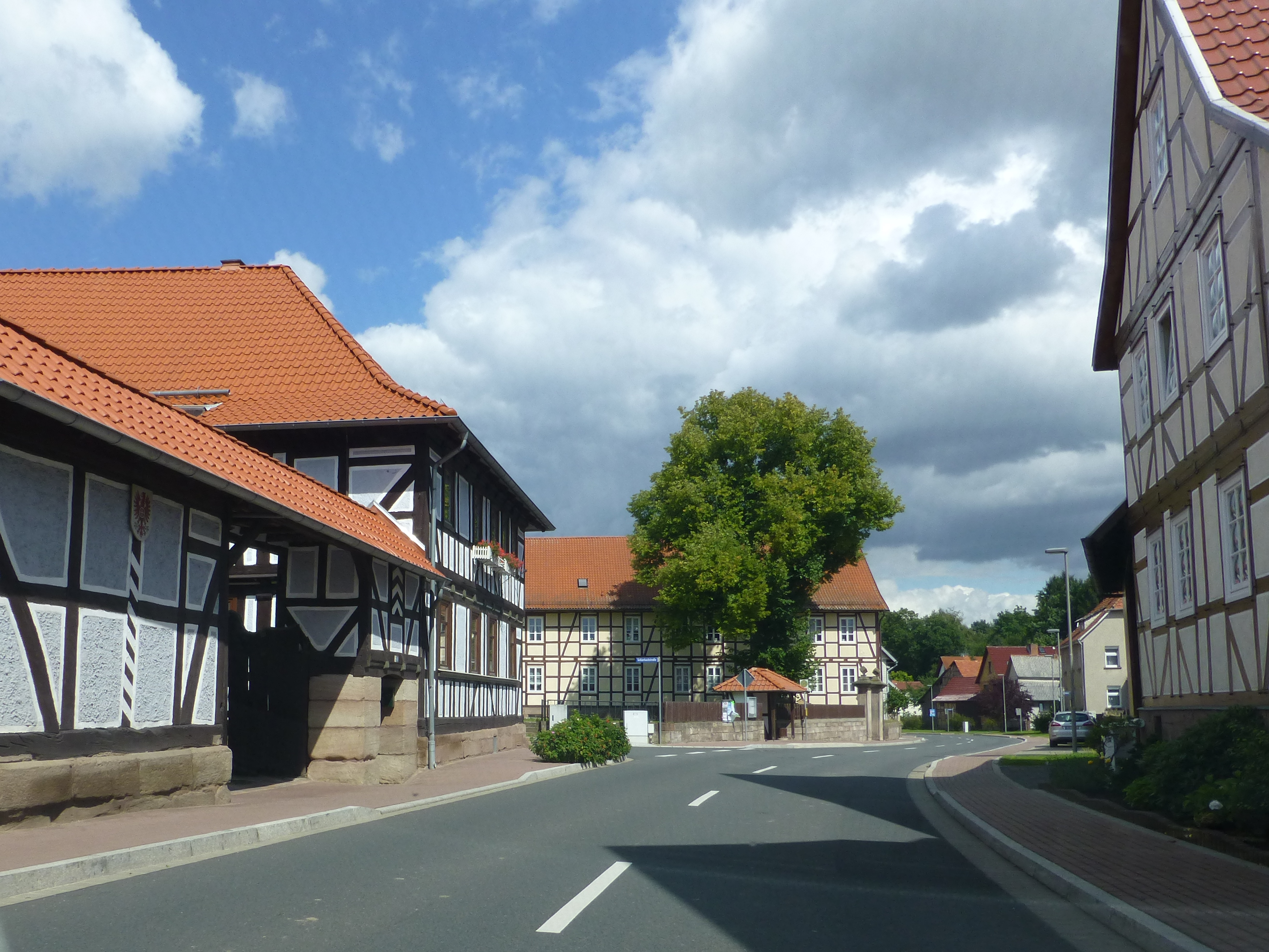
Im Ort

### Einwohnerentwicklung
Entwicklung der Einwohnerzahl (31. Dezember):
| - 1994: 291 - 1995: 281 - 1996: 283 - 1997: 289 - 1998: 290 - 1999: 296 | - 2000: 306 - 2001: 304 - 2002: 297 - 2003: 304 - 2004: 310 - 2005: 315 | - 2006: 309 - 2007: 309 - 2008: 307 - 2009: 305 - 2010: 303 - 2011: 308 | - 2012: 307 - 2013: 304 - 2014: 310 - 2015: 303 - 2016: 312 - 2017: 322 | - 2018: 321 - 2019: 316 - 2020: 317 - 2021: 316 - 2022: 312 |

Datenquelle: Thüringer Landesamt für Statistik

## Politik

### Ehemaliger Gemeinderat
Der ehemalige Gemeinderat von Lenterode setzte sich aus sechs  Gemeinderatsmitgliedern  zusammen. Seit der Gemeinderatswahl am 26. Mai 2019 hat er folgende Zusammensetzung:
- CDU: 2  Sitze
- FWG: 4 Sitze

### Ehemaliger Bürgermeister
Der ehrenamtliche Bürgermeister Albert Herold wurde am 12. Juni 2022 im Alter von 82 Jahren wiedergewählt.

## Wirtschaft und Infrastruktur

### Wasser und Abwasser
Die Trinkwasserver- und Abwasserentsorgung wurde auf den Zweckverband Wasserversorgung und Abwasserentsorgung Obereichsfeld übertragen.

## Kultur und Sehenswürdigkeiten

### Festlichkeiten
Jeweils am vierten Sonntag im Mai und November findet im Gemeindesaal die Kirmes statt. Die Veranstaltung beginnt mit der traditionellen Kirmesausgrabung auf dem Anger und endet an gleicher Stelle mit der Kirmesbeerdigung.
Im Jahr 2010 wurde das 750-jährige Ortsjubiläum mit einer Festwoche vom 14. bis 24. Mai 2010 gefeiert. Höhepunkt der Festwoche stellte das Theaterstück Die Fernsehhelden der eigens gebildeten Laienspielgruppe dar.

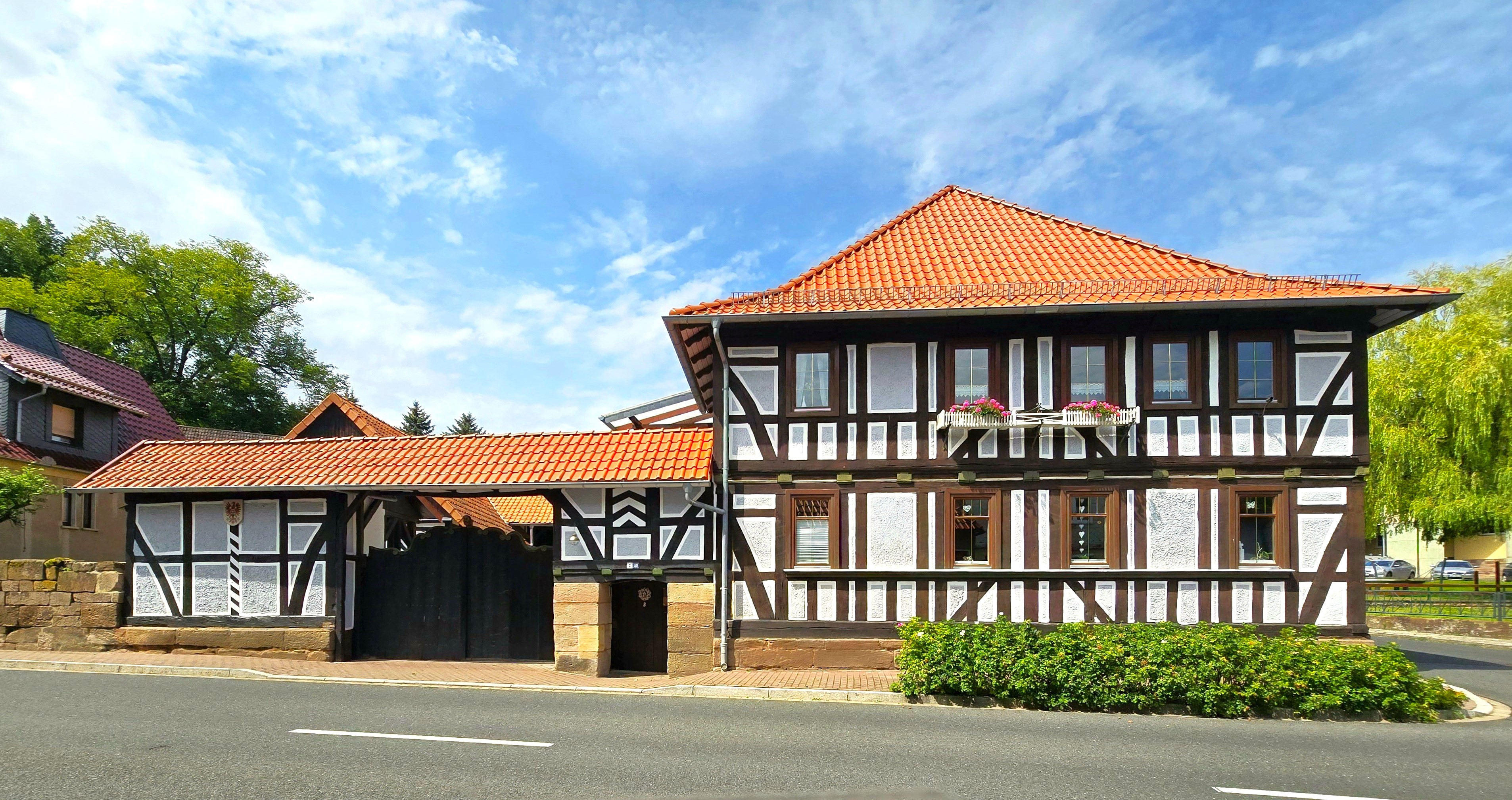
Historisches Zollhaus

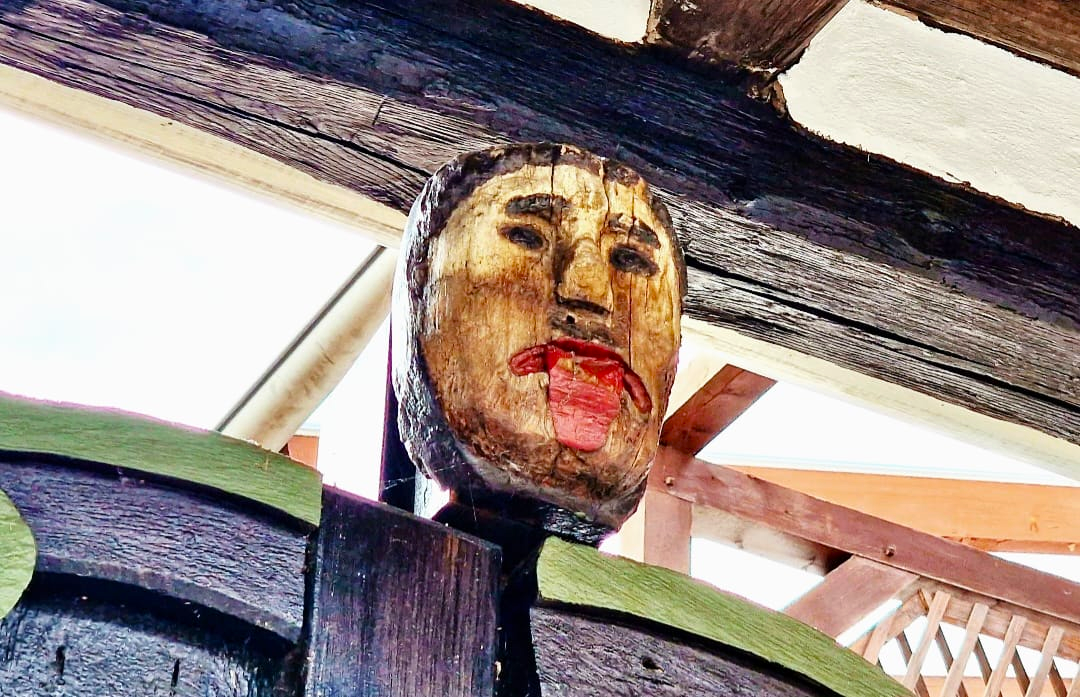
Holzgeschnitzter Neidkopf am Historischen Zollhaus

### Sehenswürdigkeiten
Zu den Sehenswürdigkeiten des Ortes gehören die Katharinenkirche mit einem Barockaltar.
Das Historische Zollhaus in Lenterode mit Torhäuschen, Wachstube, Zöllnerstube, Übernachtungs- und Gaststätte sowie Ausspanne. Vermutlich um 1823 erbaut diente es zur Durchsetzung der Zollordnung an der eichsfeldischen Kontrollbezirkslinie zwischen Hessen und Preußen.
Die Lenteröder Warte, ein ehemaliger Wachturm der Heiligenstädter Landwehr nahe der Landesgrenze zu Hessen, wurde um 1430 erbaut. 1956 erfolgten denkmalpflegerische Baumaßnahmen, um einen Einsturz zu verhindern.